# Nelson Soto Martínez
Nelson Andrés Soto Martínez (Barranquilla, 19 de junio de 1994) es un ciclista profesional colombiano. Desde 2024 corre para el equipo mexicano Forte Petrolike-Androni Giocattoli de categoría Continental.

## Palmarés

### Pista
2017
- 2.º en el Campeonato de Colombia en Pista en prueba de Scratch[1]

### Ruta
2016
- 1 etapa de la Vuelta de la Juventud de Colombia[2]

2017
- Campeonato Panamericano en Ruta
- 3 etapas de la Vuelta a Colombia
- 3.º en los Juegos Bolivarianos en Ruta

2018
- 1 etapa de la Vuelta a la Comunidad de Madrid
- Juegos Centroamericanos y del Caribe en Ruta

2020
- 2 etapas de la Vuelta a Colombia

2021
- 1 etapa de la Vuelta al Tolima
- 1 etapa de la Vuelta a Colombia
- Campeonato Panamericano en Ruta

2022
- 1 etapa de la Vuelta a Colombia

2024
- 1 etapa de la Vuelta al Táchira

## Resultados en Grandes Vueltas y Campeonatos del Mundo
Durante su carrera deportiva ha conseguido los siguientes puestos en las Grandes Vueltas y en los Campeonatos del Mundo:
| Carrera         | Carrera         | 2017 | 2018  | 2019 | 2020 | 2021 | 2022 |
| --------------- | --------------- | ---- | ----- | ---- | ---- | ---- | ---- |
|                 | Giro de Italia  | —    | —     | —    | ―    | —    | —    |
|                 | Tour de Francia | —    | —     | —    | —    | ―    | —    |
|                 | Vuelta a España | —    | 154.º | —    | —    | ―    | —    |
| Mundial en Ruta | Mundial en Ruta | Ab.  | —     | —    | —    | 65.º | —    |

—: no participa

Ab.: abandono

## Equipos
- Coldeportes Zenú (2017)
- Caja Rural-Seguros RGA[3] (2018-2019)
- Colombia Tierra de Atletas-GW Bicicletas[4] (2020-2023)
- Forte Petrolike-Androni Giocattoli (2024-)